# CAP2
CAP2(англ. Adenylyl cyclase-associated protein 2) — регуляторный белок. Продукт гена CAP2.

## Функция
Циклаза-ассоциированные белки (CAP) являются эволюционно консервативными белками с плохо изученной физиологической функцией. Эти белки взаимодействуют с мономерным актином и с актиновыми филаментами, что предполагает роль циклаза-ассоциированных белков в динамике актина, пространственно-временном контролировании полимеризации и деполимеризации F-актина. У позвоночных животных два гена CAP1 и CAP2 кодируют белки этой группы. Экспрессия CAP2 ограничена мозгом и поперечно-полосатыми мышцами. Ген CAP2 был идентифицирован по его сходству с геном аденилилциклаза-ассоциированного белка. Точная функция неизвестна. Связывается с аденилилциклаза-ассоциированным белком и актином. Играет регуляторную бифункциональную роль.
Играет роль в регулировании дифференцировки миофибрилл при развитии скелетных мышц.

## Структура
Белок состоит из 477 аминокислот, молекулярная масса 52,8 кДа. Содержит домен C-CAP. Альтернативный сплайсинг приводит к образованию 3 изоформ белка.

## Взаимодействия
CAP2 взаимодействует с CAP1.

## В патологии
Нарушение функций белка приводит к кардиомиопатии, а именно к наследственной изолированной диляторной кардиомиопатии.